# Bruno Musarò
Bruno Musarò (Andrano, 27 de junio de 1948) es un obispo católico y nuncio apostólico en Costa Rica hasta 2023.

## Biografía
Bruno Musarò nació en Andrano (Italia), fue nombrado obispo titular de Abari y nuncio apostólico en varias naciones: en 1999 en Madagascar, Comoras, Seychelles y Mauricio; en 2004 en Guatemala; en 2009 en Perú; en 2011, en Cuba; y en 2015 en Egipto. Musarò se ha caracterizado por denunciar la pobreza extrema y la degradación humana y civil en algunas de las naciones para las que ha servido como nuncio de la Santa Sede. Entre estas y de manera incisiva se encuentra la denuncia al régimen socialista de Cuba.
Junto al cargo de nuncio en Egipto, el papa Francisco nombró a Bruno Musarò delegado apostólico ante la Liga Árabe.
El Papa Francisco lo nombró Nuncio Apostólico de Costa Rica el 29 de agosto de 2019.
Fue parte de una polémica en la Misa por el sufragio del alma de Benedicto XVI, cuando obligó autoritariamente a los fieles a comulgar en la mano, sin respetar conciencias y devociones.